# Liste der Stolpersteine in Berlin-Pankow
In der Liste der Stolpersteine in Berlin-Pankow sind die Stolpersteine im Berliner Ortsteil Pankow im gleichnamigen Bezirk aufgeführt, die an das Schicksal der Menschen erinnern, die im Nationalsozialismus ermordet, deportiert, vertrieben oder in den Suizid getrieben wurden. Die Tabelle erfasst insgesamt 67 Stolpersteine und ist teilweise sortierbar; die Grundsortierung erfolgt alphabetisch nach dem Familiennamen.
| Bild | Person                          | Adresse und Koordinate ()                 | Adresse und Koordinate () | Verlegedatum  | Information |
| ---- | ------------------------------- | ----------------------------------------- | ------------------------- | ------------- | --- |
|      | Charlotte Arnfeld (1912–1943)   | Binzstraße 66                             | 52.563187 13.414013       | 7. Juni 2013  | Charlotte Arnfeld, geboren am 20. März 1912 in Berlin; lebte mit ihrer Mutter und Schwester Ruth zusammen in der Wohnung ihres jüdischen Vaters Fritz Arnfeld; nach der Geburtsurkunde war sie jüdischen Glaubens, im Gegensatz zu ihrer Schwester und ihrer sogenannten „arischen“ Mutter; ihr Vater stellte in der Binzstraße Schmuckwaren her; nach der Machtergreifung durch die Nationalsozialisten taufte sie der Pankower Pfarrer Jungklaus; sie wurde dennoch als „Mischling“ zur Zwangsarbeit verpflichtet; im Zuge der Fabrikaktion wurde sie am 4. März 1943 mit dem 34. Osttransport von Berlin ins Vernichtungslager Auschwitz deportiert. Am Tag der Deportation gelang es ihr, einen letzten Brief an ihre Mutter sowie ihre Schwester zu schreiben (wahrscheinlich warf sie ihn aus dem Zug), in dem sie von ihrer Familie Abschied nimmt und ihre letzte Hoffnung an Gott richtet. Außerdem schreibt sie von weiteren ähnlichen Schicksalen von „Mischlingen“, die bereits über 21 Jahre alt waren und „austreten“ wollten. Verlegung des Stolpersteins auf Initiative von André Förster, Inhaber des Verlages für Berlin-Brandenburg, Christel Liebram vom Freundeskreis der Chronik Pankow e. V. und Vera Breitwieser-Dörrier, Tochter des Bibliothekars und Pankower Heimatchronisten Rudolf Dörrier; Vera Breitwieser-Dörrier, ebenfalls „Halbjüdin“, kannte die Familie Arnfeld gut und spielte mit beiden Töchtern, von Charlotte besitzt sie heute noch einen Stoffbären. |
|      | Fritz Arnfeld (1876–1942)       | Binzstraße 66                             | 52.563186 13.414014       | 26. März 2015 | Fritz Arnfeld, geboren am 25. November 1876 in Gogolin (Schlesien); hatte mit einer nichtjüdischen Frau mindestens eine gemeinsame Tochter, Charlotte Arnfeld; stellte von 1919 bis zur Liquidation 1940 in der Binzstraße Haarschmuck, Schmuckwaren und sonstige Toilettenartikel für den Großhandel her; zur Zeit der Volkszählung 1939 gab er an in der Schönhauser Allee 133 zu wohnen; seine Tochter wohnte bis zu ihrer Deportation, im März 1943, weiterhin in der Wohnung ihres Vaters; Deportation am 13. Januar 1942 von Berlin in das Ghetto von Riga, ermordet. Laut Deportationsliste war er ledig und wohnte zuletzt in der Hochmeisterstraße 24 (heute Husemannstraße). Die Verlegung dieses Stolpersteins und weitere zwei Stolpersteinverlegungen in der Binzstraße am selben Tag wurde durch Schüler des Carl-von-Ossietzky-Gymnasiums im Rahmen des Geschichtsunterrichts der zehnten Klasse initiiert. |
|      | Denny Baruch (1940–1942)        | Schulzestraße 14                          | 52.566723 13.391843       | 24. Okt. 2012 | Denny Baruch, geboren am 13. März 1940 in Berlin, Eltern Erna und Heimann Baruch; Deportation von Berlin ins Vernichtungslager Auschwitz am 9. Dezember 1942 |
|      | Erna Baruch (1903–1942)         | Schulzestraße 14                          | 52.566722 13.391842       | 24. Okt. 2012 | Erna Kurzweil, geboren am 12. April 1903 in Wien, verheiratet mit Heimann Baruch, gemeinsamer Sohn Denny; Krankenschwester; Deportation von Berlin ins Vernichtungslager Auschwitz am 9. Dezember 1942; durch die Angaben in der zentralen Datenbank von Yad Vashem ist bekannt, dass der Bruder Eliezer Kurzweil den Holocaust überlebte |
|      | Heimann Baruch (1894–1942)      | Schulzestraße 14                          | 52.566721 13.391841       | 24. Okt. 2012 | Heimann Baruch, geboren am 19. Mai 1894 in Schönsee (poln. Kowalewo Pomorskie), verheiratet mit Erna Kurzweil, gemeinsamer Sohn Denny; Kaufmann; Deportation am 14. April 1939 von Berlin in das Konzentrationslager Buchenwald, von September 1942 bis zum 8. Oktober 1942 in das Konzentrationslager Sachsenhausen und am 11. Oktober 1942 in das Konzentrationslager Dachau, ebenda am 12. Oktober 1942 ermordet; durch die Angaben in der zentralen Datenbank von Yad Vashem ist bekannt, dass der Bruder Max Baruch den Holocaust überlebte |
|      | Sander Bengis (1884–1943)       | Berliner Straße 26                        |                           | 7. Aug. 2014  | Sander Bengis, geboren am 31. August 1884 in Krementschug; Deportation am 29. Januar 1943 von Berlin in das Vernichtungslager Auschwitz |
|      | Zelba Bengis (1890–1943)        | Berliner Straße 26                        |                           | 7. Aug. 2014  | Zelba (Zella) Abraham, geboren am 21. August 1890 in Simferopol; Deportation am 29. Januar 1943 von Berlin in das Vernichtungslager Auschwitz |
|      | Meta Bernhard                   | Breite Straße 16                          |                           | 9. Mai 2019   | |
|      | Richard Bernhard                | Kavalierstraße 15a                        |                           | 9. Mai 2019   | |
|      | Ruth Bernhard                   | Breite Straße 16                          |                           | 9. Mai 2019   | |
|      | Willy Bernhard                  | Breite Straße 16                          |                           | 9. Mai 2019   | |
|      | Alexander Berwin                | Parkstraße 60                             |                           | 27. Nov. 2018 | |
|      | Barbara Berwin                  | Parkstraße 60                             |                           | 27. Nov. 2018 | |
|      | Ernst Berwin                    | Parkstraße 60                             |                           | 27. Nov. 2018 | |
|      | Katharina Berwin                | Parkstraße 60                             |                           | 27. Nov. 2018 | |
|      | Dora Binasch                    | Prenzlauer Promenade 178                  |                           | 22. März 2017 | |
|      | Margot Binasch                  | Prenzlauer Promenade 178                  |                           | 22. März 2017 | |
|      | Marianne Bloch                  | Vinetastraße 49                           |                           | 14. Juni 2018 | |
|      | Hertha Borowicz                 | Kissingenstraße 37                        |                           | 9. Okt. 2022  | |
|      | Dubianca Breitfeld (1875–1942)  | Thulestraße 13                            | 52.555168 13.417021       | 24. Okt. 2012 | Dubianka Meisels, geboren am 7. Juli 1875 in Berlin; Deportation am 14. Juli 1942 mit dem 21. Alterstransport (I/22) von Berlin nach Theresienstadt, starb ebenda am 9. Oktober 1942 nach offizieller Todesfallanzeige an Gastroenteritis |
|      | Lorenz Breunig (1882–1945)      | Miltenberger Weg 9                        | 52.569103 13.420004       | 27. Apr. 2012 | Lorenz Breunig, geboren am 11. August 1882 in Weilbach; Dreher, Gewerkschafter, von 1920 bis 1924 Mitglied des Reichstags zunächst für die USPD, dann die SPD; 1933 als Sekretär im Hauptvorstand des Deutschen Eisenbahnerverbands entlassen; am 1. September 1939 verhaftet und im KZ Sachsenhausen inhaftiert; ebenda am 15. Februar 1945 umgebracht. Der Stolperstein wurde auf Initiative der Berliner Eisenbahn- und Verkehrsgewerkschaft (EVG) verlegt. |
|      | Conrad Danziger (1887–1943)     | Westerlandstraße 16                       |                           | 7. Aug. 2014  | Conrad Danziger, geboren am 17. Mai 1887 in Klein Chelm (poln. Mały Chełm); verheiratet mit Frieda Scheidemann; Deportation am 2. März 1943 von Berlin in das Vernichtungslager Auschwitz |
|      | Heinrich Dahlenburg             | Florastraße 47                            |                           | 9. Okt. 2022  | |
|      | Frieda Danziger (1887–1944)     | Westerlandstraße 16                       |                           | 7. Aug. 2014  | Frieda Scheidemann, geboren am 3. April 1887 in Bublitz (poln. Bobolice); verheiratet mit Conrad Danziger; Deportation am 16. Juni 1943 von Berlin in das Ghetto Theresienstadt, weitere Deportation am 19. Oktober 1944 in das Vernichtungslager Auschwitz |
|      | Moritz David (1859–1942)        | Schulzestraße 15                          | 52.566833 13.391675       | 24. Okt. 2012 | Moritz David, geboren am 26. Mai 1859 in Exin (poln. Kcynia), Witwer; Deportation am 14. Juli 1942 von Berlin nach Theresienstadt mit dem 21. Alterstransport (I/22), starb ebenda am 15. Oktober 1942 nach offizieller Todesfallanzeige an Altersschwäche vermutlich ist Minna Hirsch geb. David seine Tochter |
|      | Frida Fischer (1877–1942)       | Breite Straße 8 früher Breite Straße 8/9  | 52.571239 13.409711       | 26. Sep. 2015 | Frida (seltener: Frieda) Fränkel, geboren am 22. Februar 1877 in Nürnberg, Tochter des Kaufmanns Julius (geboren am 19. Dezember 1849 in Diespeck, gestorben am 29. Dezember 1914 in Nürnberg) und Ida Fränkel (geborene Bettmann, am 12. Juli 1854 in Gereuth), Schwester von Alfred (geboren am 17. Januar 1882 in Nürnberg); verheiratet mit dem Arzt Julius Fischer (geboren am 20. August 1864 in Johannisburg, poln. Pisz), gemeinsame Kinder Lotti und Heinz; zwischen 1901 und 1902 kaufte ihr Mann das Grundstück in der Breite Straße und ihr Vater ließ durch den Architekten Joseph Fränkel ein mehrstöckiges Haus bauen und schenkte es dem Ehepaar; ihr Mann nahm sich am 18. Juli 1927 auf dem Bahnhof Börse (heute Bahnhof Berlin Hackescher Markt) das Leben, die Beisetzung fand am 5. August 1927 auf dem jüdischen Friedhof in Weißensee statt; weiteres ist kaum bekannt, persönliches Interesse galt wohl aber der Musik; in der Vermögenserklärung vom 15. Oktober 1941 gab sie verschiedene musikbezogene Gegenstände an; Ilse Rewald erwähnte in ihren Erinnerungen ein Klavierspiel zwischen Mutter und Sohn im Musikzimmer der Familie Fischer; Deportation mit ihren zwei Kindern am 24. Oktober 1941 mit dem sogenannten II. Transport von Berlin in das Ghetto Litzmannstadt (Łódź), weitere Deportation am 4. Mai 1942 in das Vernichtungslager Kulmhof (Chełmno), starb ebenda noch im gleichen Monat Die Verlegung der Stolpersteine für die Familie Fischer wurde durch die Eheleute Maili und Gerhard Hochhuth, von der Stolpersteingruppe Pankow, initiiert. |
|      | Heinz Fischer (1903–1942)       | Breite Straße 8 früher Breite Straße 8/9  | 52.571239 13.409712       | 26. Sep. 2015 | Heinz Fischer, geboren am 15. Februar 1903 in Berlin, Sohn von Frida und Julius Fischer, Bruder von Lotti; von Beruf Konzertpianist, studierte von Oktober 1921 bis Juli 1926 an der „Staatlichen akademischen Hochschule für Musik in Berlin zu Charlottenburg“, unter der Leitung von Leonid Kreutzer nahm er Klavierunterricht; musikalisch wurde er wahrscheinlich durch seine Mutter gefördert, da auch sie musizierte; ein gemeinsames Klavierspiel im Musikzimmer/Speisezimmer der Familie erwähnte Ilse Rewald in ihren Erinnerungen; die Vossische Zeitung beschreibt ihn als „trefflichen Künstler, der zu den ernsthaften Repräsentanten zeitgenössischen Klavierspiels zählt“; Deportation mit seiner Mutter und seiner Schwester am 24. Oktober 1941 mit dem sogenannten II. Transport von Berlin in das Ghetto Litzmannstadt (Łódź), weitere Deportation am 4. Mai 1942 in das Vernichtungslager Kulmhof (Chełmno), ebenda nach der Ankunft ermordet Ausführliche Informationen zum Leben Heinz Fischers und seiner Familie hat Herbert Henck auf seiner Internetseite veröffentlicht. Die Verlegung der Stolpersteine für die Familie Fischer wurde durch die Eheleute Maili und Gerhard Hochhuth, von der Stolpersteingruppe Pankow, initiiert. |
|      | Lotti Fischer (1901–1942)       | Breite Straße 8 früher Breite Straße 8/9  | 52.571239 13.409713       | 26. Sep. 2015 | Lotti Fischer, geboren am 19. April 1901 in Berlin, Tochter von Frida und Julius Fischer, Schwester von Heinz; laut Berliner Adressbuch von 1941 blieb sie unverheiratet; in ihrer Vermögenserklärung vom 17. Oktober 1941 gab sie die Berufsbezeichnung Arbeiterin bei „Siemens & Halske, Jungfernheide“ an, sie erhielt einen wöchentlichen Lohn von circa 25 Reichsmark; Deportation mit ihrer Mutter und ihrem Bruder am 24. Oktober 1941 mit dem sogenannten II. Transport von Berlin in das Ghetto Litzmannstadt (Łódź), weitere Deportation am 4. Mai 1942 in das Vernichtungslager Kulmhof (Chełmno), ebenda nach der Ankunft ermordet Zum Reichsarbeitsdienst wäre sie am 1. November 1941, eine Woche nach ihrer Deportation, verpflichtet worden. Möglicherweise musste sie diesen „Dienst“ in Litzmannstadt verrichten. Die Verlegung der Stolpersteine für die Familie Fischer wurde durch die Eheleute Maili und Gerhard Hochhuth, von der Stolpersteingruppe Pankow, initiiert. |
|      | Edith Goldstein                 | Pradelstraße 12                           |                           | 14. Mai 2023  | |
|      | Edmund Goldstein                | Eintrachtstraße 9                         |                           | 14. Mai 2023  | |
|      | Margarethe Goldstein            | Pradelstraße 12                           |                           | 14. Mai 2023  | |
|      | Martin Goldstein                | Pradelstraße 12                           |                           | 14. Mai 2023  | |
|      | Ester-Elsbeth Grenz             | Schonensche Straße 2                      |                           | 30. Juli 2021 | |
|      | Dora Herschander (1851–1942)    | Berliner Straße 26                        |                           | 7. Aug. 2014  | Dora Hirsch, geboren am 18. Februar 1851 in Rogowo (Kreis Znin); verheiratete Herschander; Deportation am 20. Juli 1942 von Berlin in das Ghetto Theresienstadt, starb ebenda am 19. August 1942 |
|      | Bernhard Hirsch (1880–?)        | Schulzestraße 15                          | 52.566834 13.391676       | 24. Okt. 2012 | Bernhard Hirsch, geboren am 15. Januar 1880 in Koschmin (poln. Koźmin Wielkopolski), verheiratet mit Minna David, mindestens eine gemeinsame Tochter, vom Beruf Arbeiter; Deportation am 13. Januar 1942 von Berlin ins Ghetto nach Riga mit dem 8. Transport, ebenda ermordet |
|      | Minna Hirsch (1894–?)           | Schulzestraße 15                          | 52.566835 13.391677       | 24. Okt. 2012 | Minna David, geboren am 14. Januar 1894 in Exin (poln. Kcynia), verheiratet mit Bernhard Hirsch, mindestens eine gemeinsame Tochter, Hausfrau; Deportation am 13. Januar 1942 von Berlin ins Ghetto nach Riga mit dem 8. Transport, ebenda ermordet; durch die Angaben in der zentralen Datenbank von Yad Vashem ist bekannt, dass die Tochter Alisa Weintraub den Holocaust überlebte; vermutlich ist Moritz David ihr Vater. |
|      | Rebecka Hirsch (1861–1943)      | Borkumstraße 5                            | 52.5653 13.416027         | 4. Aug. 2011  | Rebecka Schendel, geboren am 4. November 1861 in Wongrowitz; am 14. September 1942 mit dem 2. großen Alterstransport (I/65) nach Theresienstadt deportiert; dort am 29. Januar 1943 gestorben, laut Todesfallanzeige an Degeneration des Herzmuskels |
|      | Anna Hirschberg (1878–?)        | Florastraße 61                            | 52.566362 13.408928       | 20. Aug. 2010 | Anna Quadt, geboren am 13. Mai 1878 in Berlin; am 29. November 1942 mit dem 23. Osttransport nach Auschwitz deportiert und ebenda ermordet |
|      | Heinz Hirschberg (1903–?)       | Florastraße 61                            | 52.566363 13.408929       | 20. Aug. 2010 | Heinz Hirschberg, geboren am 30. Dezember 1903 in Berlin; am 9. Dezember 1942 mit dem 24. Osttransport nach Auschwitz deportiert und ebenda ermordet |
|      | Cywia Jedwab                    | Maximilianstraße 11                       |                           | 15. Apr. 2016 | |
|      | Jacob Jedwab                    | Maximilianstraße 11                       |                           | 15. Apr. 2016 | |
|      | Josef Jedwab                    | Maximilianstraße 11                       |                           | 15. Apr. 2016 | |
|      | Simon Jedwab                    | Maximilianstraße 11                       |                           | 15. Apr. 2016 | |
|      | Lucie Juliusburger              | Pradelstraße 18                           |                           | 4. Juni 2021  | |
|      | Luise Kindel                    | Florastraße 36                            |                           | 24. Aug. 2021 | Mit dieser Verlegungsaktion, die auf Initiative der Stolpersteingruppe Alt-Pankow zustande kam, wird erstmals einem Opfer der Euthanasie gedacht. Luise Kindel, geboren am 24. April 1898, mit den Eltern wohnhaft in der Brehmestraße später in der Florastraße, wurde behindert geboren. Im Oktober 1929 kam sie in die Heil- und Pflegeanstalt Berlin-Buch, ab 1940 im Rahmen der Aktion T4 nacheinander in die Heil- und Pflegeanstalten in Wuhlgarten, Sorau, Teupitz und Weilmünster. Hier wurde sie am 29. November 1942 umgebracht. |
|      | Minna Kniebel                   | Pradelstraße 4                            |                           | 9. Mai 2019   | |
|      | Rosa Kniebel                    | Pradelstraße 4                            |                           | 9. Mai 2019   | |
|      | Henriette Kniebel               | Pradelstraße 4                            |                           | 9. Mai 2019   | |
|      | Emil Elie Leyser (1883–1943)    | Westerlandstraße 16                       |                           | 7. Aug. 2014  | Emil Elie Leyser, geboren am 15. Mai 1883 in Dresden; vom 23. bzw. 24. November 1942 bis zum 2. März 1943 im sogenannten „Judenlager Hellerberg“ inhaftiert; Deportation am 2. März 1943 von Berlin in das Vernichtungslager Auschwitz, ebenda am 3. März 1943 ermordet |
|      | Helmut Loeser (1899–?)          | Mühlenstraße 30                           | 52.562944 13.409294       | 18. März 2011 | Helmut Loeser, geboren am 22. April 1899 in Lichtenberg; am 13. Januar 1942 mit dem VIII. Transport nach Riga deportiert |
|      | Anna Nudelberg (1902–?)         | Florastraße 42                            | 52.566118 13.408852       | 20. Aug. 2010 | Anna Nudelberg, geboren am 21. Januar 1902 in Dresden; am 25. Januar 1942 im X. Transport nach Riga deportiert |
|      | Tessa Nudelberg (1876–?)        | Florastraße 42                            | 52.566117 13.408851       | 20. Aug. 2010 | Tessa Brosowitz, geboren am 15. März 1876 in Warschau; am 25. Januar 1942 im X. Transport nach Riga deportiert |
|      | Max Oppenheimer (1860–1941)     | Breite Straße 29b früher Breite Straße 31 |                           | 7. Aug. 2014  | Max Oppenheimer, geboren am 22. Dezember 1860 in Berlin; besuchte das Friedrichswerdersche Gymnasium in der Dorotheenstraße; studierte ab 1885 an der Philosophischen Fakultät der Berliner Universität Geschichte und Nationalökonomie sowie der Englischen und Französischen Literatur; meldete sich 1890 zur Promotion im Bereich Philosophie; als bekennende Anhänger der zionistischen Bewegung gründete er 1893 zusammen mit Max I. Bodenheimer und Heinrich Loewe die Jüdische Humanitätsgesellschaft verheiratet mit Therese Karfunkel, gemeinsame Tochter Eva; die Eheleute mussten 1936 ihr 1906 erworbenes Haus in der Breite Straße an die Berliner Sparkasse verkaufen und zu Verwandten nach Tiergarten ziehen; verstarb am 5. Dezember 1941, die Beisetzung fand auf dem jüdischen Friedhof in Weißensee statt Die Verlegung der Stolpersteine für die Eheleute Oppenheimer wurde durch die Stolpersteingruppe Pankow, dem Bezirk Pankow und die GESOBAU AG initiiert. Die Stolpersteinverlegung fand in Anwesenheit der Nachkommen von Familie Oppenheimer sowie des Bezirksbürgermeisters von Pankow, Matthias Köhne, statt. |
|      | Therese Oppenheimer (1881–1944) | Breite Straße 29b früher Breite Straße 31 |                           | 7. Aug. 2014  | Therese Karfunkel, geboren am 8. April 1881 in Berlin; verheiratet mit Max Oppenheimer, gemeinsame Tochter Eva; die Eheleute mussten 1936 ihr Haus in der Breite Straße verlassen und zu Verwandten nach Tiergarten ziehen; Deportation am 3. Oktober 1942 von Berlin in das Ghetto Theresienstadt, starb ebenda am 2. Juli 1944 Die Verlegung der Stolpersteine für die Eheleute Oppenheimer wurde durch die Stolpersteingruppe Pankow, dem Bezirk Pankow und die GESOBAU AG initiiert. Die Stolpersteinverlegung fand in Anwesenheit der Nachkommen von Familie Oppenheimer sowie des Bezirksbürgermeisters von Pankow, Matthias Köhne, statt. |
|      | Rachela Rössler (1879–1941)     | Görschstraße 41                           | 52.565148 13.400891       | 24. Okt. 2012 | Rachela Friedmann, geboren am 15. November 1879 in Kraków (dt. Krakau); Deportation am 27. November 1941 von Berlin nach Riga, ebenda am 30. November 1941 ermordet |
|      | Erich Rubensohn                 | Vinetastraße 61                           |                           | 30. Juli 2021 | |
|      | Gerti Rubensohn                 | Vinetastraße 61                           |                           | 30. Juli 2021 | |
|      | Edith Samter                    | Mühlenstraße 2A                           |                           | 4. Okt. 2020  | |
|      | Ludwig Samter                   | Mühlenstraße 2A                           |                           | 4. Okt. 2020  | |
|      | Ida Schaefer                    | Breite Straße 39b                         |                           | 14. Juni 2018 | |
|      | Johanna Schendel (1885–?)       | Hallandstraße 12                          | 52.557256 13.416232       | 4. Aug. 2011  | Johanna Hirsch, geboren am 22. Oktober 1885 in Berlin; am 9. Dezember 1942 mit dem 24. Osttransport nach Auschwitz deportiert und ebenda ermordet |
|      | Walter Schendel (1892–?)        | Hallandstraße 12                          | 52.557255 13.416231       | 4. Aug. 2011  | Walter Schendel, geboren am 12. Juni 1892 in Berlin; am 9. Dezember 1942 mit dem 24. Osttransport nach Auschwitz deportiert und ebenda ermordet |
|      | Irma Schwarz (1898–1944)        | Kreuzstraße 13                            |                           | 7. Aug. 2014  | Irma Schwarz, geboren am 23. August 1898 in Berlin; Deportation am 9. Februar 1944 von Berlin in das Ghetto Theresienstadt, starb ebenda am 9. Oktober 1944 |
|      | Johanna Sommerhäuser            | Thulestraße 4                             |                           | 30. Apr. 2023 | |
|      | Moritz Sommerhäuser             | Thulestraße 4                             |                           | 30. Apr. 2023 | |
|      | Julius Wassmund (1868–1943)     | Binzstraße 2                              | 52.563066 13.414018       | 26. März 2015 | Julius Wassmund, geboren am 4. Dezember 1868 in Berlin, Sohn einer jüdischen Mutter und eines nichtjüdischen Vaters, Bruder von Hedwig Wassmundt; verheiratet mit Margarete Wolff, gemeinsame Tochter Lily; leitete mit seiner Frau das pharmazeutische Versandgeschäft Dr. R. E. Müller & Co.; seit 1909 bewohnte er die Wohnung in der Binzstraße; seine Tochter heiratete 1930 Rudolf Dörrier, der 1927 durch Lily aus Braunschweig nach Berlin kam und noch als Junggeselle eine Wohnung unweit ihres Elternhauses in der Hiddenseestraße bezog; 1933 kam die Enkelin Vera zur Welt; nach Inkrafttreten der Nürnberger Gesetze erklärte Julius Wassmund seine Mutter Hannchen Braun für „arisch“, ohne es nachzuweisen; verschiedene Versuche zur Ausreise nach Frankreich und den USA scheiterten; 1939 erhöhte sich der Druck durch die Reichsstelle für Sippenforschung die Abstammungspapiere der Mutter zu belegen; die Verordnung zum Tragen des Judensterns beachtete er nicht, damit es kein Eingeständnis gibt; ein weiterer Versuch scheiterte mit der Zahlung einer vierstelligen Summe an einem vermeintlich zuständigen Mitarbeiter des Reichssippenamtes, der behauptete die Abstammung der Mutter „in Ordnung“ zu bringen; am 13. Juli 1942 erhielt er für den 13. August eine letzte Frist für die Einreichung der Abstammung, bereits am 24. Juli erhielt die Familie eine Liste für die Vermögenserklärung, am nächsten Tag fuhr er zur Konsultation mit seinem nichtjüdischen Freund und Anwalt Schindler in die Gestapo-Leitstelle in der Burgstraße, er kehrte nicht mehr nach Hause zurück, wurde direkt der Sammelstelle Große Hamburger Straße zugestellt; seine Frau folgte ihm am 29. Juli 1942; Deportation der Eheleute am 31. Juli 1942 vom Bahnhof Berlin-Grunewald in das Ghetto Theresienstadt; ein paar Postkarten erreichten noch ihre Tochter Lily und den Schwiegersohn Rudolf; starb ebenda am 11. Januar 1943 nach offizieller Todesfallanzeige an einer Sepsis Die Verlegung dieses Stolpersteins sowie dem seiner Ehefrau und einem gegenüberliegenden Stolperstein für Fritz Arnfeld am selben Tag wurde durch Schüler des Carl-von-Ossietzky-Gymnasiums im Rahmen des Geschichtsunterrichts der zehnten Klasse initiiert. Lily und Rudolf Dörrier überlebten den Zweiten Weltkrieg und blieben der Wohnung in der Hiddenseestraße treu. Sie starb am 2. Januar 1993. Der bekannte Pankower Ortschronist Rudolf Dörrier verstarb im Alter von 103 Jahren am 7. Dezember 2002. |
|      | Margarete Wassmund (1877–1943)  | Binzstraße 2                              | 52.563066 13.414019       | 26. März 2015 | Margarete (Margarethe) Regina Wolff, geboren am 14. November 1877 in Berlin, Tochter von Hedwig und Jakob Wolff; verheiratet mit Julius Wassmund, gemeinsame Tochter Lily; leitete mit ihrem Ehemann das pharmazeutische Versandgeschäft Dr. R. E. Müller & Co.; Deportation am 31. Juli 1942 von Berlin in das Ghetto Theresienstadt, starb ebenda am 22. Februar 1943 nach offizieller Todesfallanzeige an Gastroenteritis |
|      | Herta Zillmer                   | Brehmestraße 15                           |                           | 30. Juli 2021 | |